# Monimolimnion
Monimolimnion – w jeziorach meromiktycznych dolna warstwa wody, położona poniżej miksolimnionu, oddzielona od niego chemokliną. Wody tej warstwy mają większą gęstość niż wody miksolimnionu, co wynika z większej zawartości rozpuszczonych soli mineralnych lub z niższej temperatury. Wody tej warstwy nie mają kontaktu z atmosferą, w związku z tym często są odtlenione.